# Clásico Joven
Le Clásico Joven («le Jeune classique») se réfère à l'antagonisme entre deux des principaux clubs de football du Mexique, le Club América créé en 1916 et le CD Cruz Azul créé en 1927. Les deux clubs sont basés à Mexico. 
Le Club America évolue au stade Azteca et Cruz Azul évolue au stade Azul.
La rivalité entre les deux clubs est sportive et apparaît dans les années 1970.